# El Beïda
El Beïda (às vezes grafado El Bayada) é uma vila na comuna de El Ouata, na província de Béchar, Argélia. A vila se localiza no Oued Saoura, a 28 quilômetros (17 milhas) ao norte de Béni Ikhlef e 11 quilômetros (6,8 milhas) ao sudeste de El Ouata.